# Floricomus nigriceps
Floricomus nigriceps là một loài nhện trong họ Linyphiidae.
Loài này thuộc chi Floricomus. Floricomus nigriceps được Richard C. Banks miêu tả năm 1906.